# Sydafrika i olympiska sommarspelen 1952
Sydafrika deltog med 64 deltagare vid de olympiska sommarspelen 1952 i Helsingfors. Totalt vann de två guldmedaljer, fyra silvermedaljer och fyra bronsmedaljer.

## Medalj

### Guld
- Esther Brand - Friidrott, höjdhopp.
- Joan Harrison - Simning, 100 meter ryggsim .

### Silver
- Theunis van Schalkwyk - Boxning, lätt mellanvikt.
- Alfred Swift, George Estman, Robert Fowler och Thomas Shardelow - Cykling, lagförföljelse.
- Raymond Robinson och Thomas Shardelow - Cykling, tandem.
- Daphne Hasenjager - Friidrott, 100 meter.

### Brons
- Willie Toweel - Boxning, flugvikt.
- Leonard Leisching - Boxning, fjädervikt.
- Andries Nieman - Boxning, tungvikt.
- Raymond Robinson - Cykling, tempolopp.